# Boust
Boust là một xã trong vùng Grand Est, thuộc tỉnh Moselle, quận Thionville-Est, tổng Cattenom. Tọa độ địa lý của xã là 49° 26' vĩ độ bắc, 06° 11' kinh độ đông. Boust có điểm thấp nhất là 166 mét và điểm cao nhất là 259 mét. Xã có diện tích 7,01 km², dân số vào thời điểm 2005 là 941 người; mật độ dân số là 134,4 người/km². Xã thuộc Pháp từ năm 1759.

## Thông tin nhân khẩu
| 1962 | 1968 | 1975 | 1982 | 1990 | 1999 |
| ---- | ---- | ---- | ---- | ---- | ---- |
| 415  | 482  | 530  | 685  | 738  | 717  |